# Gwinea Równikowa na Letnich Igrzyskach Olimpijskich 2004
Gwineę Równikową na Letnich Igrzyskach Olimpijskich 2004 reprezentowało 2 sportowców.

## Skład kadry

### Lekkoatletyka

#### Kobiety
| Zawodnik          | Konkurencja   | Eliminacje | Eliminacje | Półfinały | Półfinały | Finał | Finał   | Źródło |
| Zawodnik          | Konkurencja   | Czas       | Pozycja    | Czas      | Pozycja   | Czas  | Pozycja | Źródło |
| ----------------- | ------------- | ---------- | ---------- | --------- | --------- | ----- | ------- | ------ |
| Emilia Mikue Ondo | Bieg na 800 m | 2:22,88    | 7.         | NQ        | NQ        | NQ    | NQ      | [ 1 ]  |

#### Mężczyźni
| Zawodnik       | Konkurencja                   | Eliminacje | Eliminacje | Półfinały   | Półfinały   | Finał | Finał   | Źródło |
| Zawodnik       | Konkurencja                   | Czas       | Pozycja    | Czas        | Pozycja     | Czas  | Pozycja | Źródło |
| -------------- | ----------------------------- | ---------- | ---------- | ----------- | ----------- | ----- | ------- | ------ |
| Roberto Mandje | Bieg na 1500 m                | 4:03,37    | 12.        | NQ          | NQ          | NQ    | NQ      | [ 2 ]  |
| Roberto Mandje | Bieg na 3000 m z przeszkodami | DNS        | DNS        | Nie dotyczy | Nie dotyczy | NQ    | NQ      | [ 3 ]  |